# Каменополско плато
Каменополското плато е платовидна област в Северозападна България, Западния Предбалкан, области Враца, Плевен и Ловеч.
Каменополското плато се простира между Карлуковския пролом на река Искър на юг и изток, а на север и северозапад плавно се повишава съответно към нископланинските ридове Дреновица и Венеца. На югозапад със стръмни, на места отвесни склонове достига до долината на река Косматица (ляв приток на Искър), която го отделя от рида Веслец. Дължината му от запад на изток е 18 – 20 km, а ширината – 9 – 10 km. Платото постепенно се понижава от запад на изток, като най-високата му точка (528 m) се намира в западната му част, на около 2 km източно от село Горна Бешовица. От запад на изток платото се проломява от каньоновидната долина на река Ръчене (ляв приток на Искър), която го разделя на две почти равни части – северна и южна. Каменополското плато е оформено върху горнокредни дълбоко окарстени варовици. Особено изразителни са карстовите форми в източната му част, където изобилстват пропасти, понори и пещери (Татаркита, Самуилица, Хайдушка и др.).
В средата на платото е разположено село Камено поле, а по периферията му – селата Долна Бешовица, Горна Бешовица, Цаконица, Драшан, Бресте, Реселец и Кунино.
По югоизточното и източното подножие на платото, през Карлуковския пролом на Искър преминава участък от трасето на жп линията София – Горна Оряховица – Варна.
През северозападната му част, на протежение от 11,9 km между селата Драшан и Горна Бешовица преминава участък от третокласен път № 134 от Държавната пътна мрежа Бяла Слатина – Габаре – Горна Бешовица.

## Топографска карта
- Лист от карта K-34-36. Мащаб: 1 : 100 000.
- Лист от карта K-35-25. Мащаб: 1 : 100 000.